# 孙志浩
孙志浩（1960年7月—），辽宁朝阳人，汉族，中国共产党党员。中华人民共和国政治人物、第十三届全国人民代表大会辽宁地区代表。
2013年，擔任丹东市委常委、组织部长。2017年，擔任丹东市委副书记、市长。2018年2月24日，当选为第十三届全国人大代表；同年12月，擔任辽宁省政协市县政协联络指导委员会主任。